# NME (tijdschrift)
NME (New Musical Express) is een Brits muziektijdschrift dat sinds maart 1952 wekelijks verschijnt. Het was de opvolger van de Accordion Times and Musical Express, die sinds 1946 verscheen en die in 1952 voor 1000 pond werd overgenomen door de eigenaar van de New Musical Express. Een half jaar na het eerste nummer was NME het eerste blad in Groot-Brittannië dat een eigen hitlijst publiceerde, een top 12. Deze wordt nog altijd beschouwd als de eerste officiële Britse hitlijst.
NME werd in de jaren 1970 heel populair in het punk-tijdperk. In de jaren 2010 krijgt het magazine kritiek omdat het té mainstream is geworden en te weinig aandacht besteedt aan indie-bands. Ook zou het tijdschrift geneigd zijn van muzikanten een rage te maken, om ze vervolgens juist zwaar te bekritiseren.
De malaise op de tijdschriftenmarkt ging ook aan NME niet voorbij: de oplage - die in de jaren 1970 nog rond de 300.000 lag - daalde van 72.000 in 2003 naar 15.000 in 2015.
Desondanks wordt NME, samen met het Amerikaanse Rolling Stone, het Spaanse Rockdelux en de internetsite Pitchfork, als een voorname autoriteit in de muziekwereld gezien.
Op 6 juli 2015 werd bekendgemaakt dat NME met ingang van september 2015 gratis zal worden verspreid in een oplage van ongeveer 300.000 exemplaren. Daarnaast zal de merknaam nadrukkelijker worden ingezet bij onder meer digitale producten en concerten.
In maart 2018 werd het laatste tijdschrift gedrukt en ging NME verder als website.
Op 20 juli 2023 werd bekendgemaakt dat het tijdschrift weer tweemaandelijks in drukvorm gaat verschijnen.